# 박해미
박해미(朴海美, 1964년 1월 28일~)는 대한민국의 배우이고, 1984년에 뮤지컬로 처음 데뷔하였다.

## 이력
1984년 뮤지컬 《지저스 크라이스트 슈퍼스타》로 뮤지컬 배우 첫 데뷔 이후 뮤지컬 《맘마미아》를 포함 다수의 뮤지컬에 출연했으며, 드라마 《하늘이시여》, 시트콤 《거침없이 하이킥!》 등을 통해 TV 브라운관을 물론 영화 부문에도 도전하고 있다.
대표작으로는 시트콤 《거침없이 하이킥!》, 드라마 《오로라 공주》, 《학교 2013》 등이 있고 여러 방송 광고에도 출연하였으며, 2007년부터는 케이블 TV 방송국 올'리브 《박해미의 판도라의 상자》를 진행하였다.
한편, 1988년 첫 번째 결혼을 했지만 6년 뒤인 생활고 - 고부갈등 때문에 이혼했으며 1995년 캐나다 국적의 남편 황민(Huang Minh)과 결혼했는데 2번째 남편 황민은 2018년 8월 27일, 음주운전을 해서 유대성 등 동승인 2명을 사망케 했고 결국 구속되었으며 이런 이유로 2019년 5월 14일 두 번째 이혼을 했다.

## 학력
- 대전대흥초등학교 졸업
- 대전여자중학교 졸업
- 영도여자고등학교 졸업
- 이화여자대학교 성악학과 (학사)
- 명지대학교 대학원 영화뮤지컬학 석사

## 경력
- 해미뮤지컬컴퍼니 대표이사
- 2007년 대한민국 보건복지부 암예방 홍보대사
- 2007년 양성평등실현연합 홍보대사
- 2007년 제1회 대구국제뮤지컬페스티벌 홍보대사
- 2009년 대한민국 공정거래위원회 소비자안전 홍보대사
- 2009년 제90회 전국체육대회 홍보대사
- 2010년 경기도 무한돌봄 홍보대사
- 2011년 전기안전 홍보대사
- 2011년 한국원자력의학원 원자력병원 홍보대사
- 2011년 육우 홍보대사
- 2012년 복권기금 문화나눔 홍보대사
- 2012년 ~ 동아방송예술대학교 공연예술계열 교수
- 2013년 구리시 자살예방 홍보대사
- 2014년 위스타트 홍보대사
- 2016년 자전거 안전문화 홍보대사
- 2019년 천안춤영화제 홍보대사
- 2020년 계룡군문화엑스포 홍보대사
- 2022년 12월 ~ : 경기북부특별자치도 설치를 위한 민관합동추진위원회 위원

## 출연

### 드라마
- 2005년 SBS 주말극장 《하늘이시여》 - 김배득 역
- 2007년 SBS 드라마 스페셜 《쩐의 전쟁 - 보너스 라운드》 - 진 회장 역
- 2008년 KBS 2TV 주말연속극 《내사랑 금지옥엽》 - 남주리 역
- 2009년 KBS 1TV 저녁 일일드라마 《다 함께 차차차》 - 오동자 역
- 2010년 MBC 수목미니시리즈 《개인의 취향》 - 주장미 역
- 2010년 KBS 1TV 저녁 일일드라마 《웃어라 동해야》 - 변술녀 (윤새와의 어머니) 역
- 2010년 SBS 드라마 스페셜 《대물》
- 2012년 KBS 2TV 월화드라마 《학교 2013》 - 임정수 역
- 2013년 MBC 일일연속극 《오로라 공주》 - 황미몽 역
- 2013년 MBC 월화미니시리즈 《기황후》 - 주술사 역
- 2014년 TV조선 아내 본능탐구 드라마 《아내스캔들 - 바람이 분다》
- 2014년 JTBC 주말드라마 《12년만의 재회: 달래 된, 장국》 - 평범숙 역
- 2014년 KBS 2TV 단막극 《KBS 드라마 스페셜 - 보미의 방》 - 오길자 역
- 2014년 KBS 2TV 단막극 《KBS 드라마 스페셜 - 세 여자 가출소동》 - 형자 역
- 2015년 MBC 일일특별기획드라마 《딱 너 같은 딸》 - 허은숙 역
- 2015년 KBS 2TV 월화드라마 《발칙하게 고고》 - 최경란 역
- 2016년 MBC 수목미니시리즈 《한 번 더 해피엔딩》 - 홍애란의 어머니 역
- 2016년 KBS 2TV 주말드라마 《아이가 다섯》 - 차민경 역
- 2017년 KBS 1TV 저녁 일일드라마 《무궁화 꽃이 피었습니다》 - 허성희 역
- 2017년 네이버TV 웹드라마 《홍익슈퍼》 - 나정분 역
- 2017년 네이버TV 웹드라마 《날아올라》 - 이경희 역
- 2019년 KBS 2TV 주말드라마 《사랑은 뷰티풀 인생은 원더풀》 - 홍화영 역
- 2022년 KBS 1TV 저녁 일일드라마 《으라차차 내 인생》 - 최미경 역

### 시트콤
- 2006년 MBC 일일시트콤 《거침없이 하이킥!》 - 박해미 역
- 2012년 TV조선 일일시트콤 《웰컴 투 힐링타운》 - 오하라 역
- 2011년 MBN 주말시트콤 《갈수록 기세등등》 - 박해미 역
- 2017년 TV조선 일일시트콤 《너의 등짝에 스매싱》 - 박해미 역

### 영화
- 2010년 《내 남자의 순이》 - 시어머니 세라 역
- 2013년 《청춘정담》 - 윤성 모 역
- 2017년 《로마의 휴일》 - 원장 수녀 역

### 연극
- 《출세기》

### 뮤지컬
- 《지저스 크라이스트 슈퍼스타》
- 《아리랑 판타지》
- 《캣츠》
- 《키스 앤 메이크업》
- 《설 판타지》
- 《진짜진짜 좋아해》
- 《스위니 토드》
- 《아이 두 아이 두》
- 《맘마미아》
- 《브로드웨이 42번가》
- 《넌센스 잼버리》
- 《써니 - 세상에서 제일 행복한 여자》

### 교양
- 2007년 올'리브 《박해미의 판도라의 상자》 - MC
- 2007년 SBS 《심리극장 천인야화》 - MC
- 2011년 JTBC 《칸타빌레》 - MC

### 예능
- 2006년 SBS 《도전 1000곡》 - 286회 게스트 (2006.05.14)
- 2006년 SBS 《도전 1000곡 왕중왕전 1부》 - 294회 게스트 (2006.07.09)
- 2006년 SBS 《도전 1000곡 왕중왕전 2부》 - 295회 게스트 (2006.07.16)
- 2006년 KBS 1TV 《新 TV는 사랑을 싣고》 - 67회 게스트 (2006.08.22) 뮤지컬 배우 박해미의 김만용 선생님을 찾습니다.
- 2007년 MBC 《행복주식회사》 - 161회 게스트 (2007년 2월 10일), 162회 게스트 (2007년 2월 17일)
- 2007년 MBC 《놀러와》 - 게스트
- 2007년 MBC 《황금어장 무릎팍도사》 - 게스트
- 2010년 KBS 2TV 《1 대 100》 - 156회 게스트 (2010.05.25)
- 2010년 KBS 2TV 《밤샘 버라이어티 야행성》 - 22회 웃어라 동해야 출연자들과 애프터 스쿨과 함께 (2010.10.17)
- 2011년 SBS 《일요일이 좋다 - 기적의 오디션》 - 심사위원
- 2011년 SBS 《달콤한 고향 나들이, 달고나》 - 5회 게스트 (with 박정아)
- 2011년 MBC 《황금어장 라디오스타》 - 209회 게스트 (2011.11.09)
- 2012년 SBS 《고쇼》 - 게스트
- 2012년 KBS 2TV 《세대공감 토요일》 - 148회 게스트 (2012.11.24)
- 2013년 SBS 《놀라운 대회 스타킹》 - 패널
- 2013년 SBS 《도전 1000곡》 - 633회 게스트 (2013.06.23)
- 2013년 MBC 드라마넷 《굳센토크, 도토리》 - MC
- 2015년 TV조선 《재밌는 세상구경 오중주》
- 2015년 채널A 《아내가 뿔났다》
- 2015년 MBN 《전국제패》
- 2016년 SBS 《씬스틸러》
- 2017년 MBC 《황금어장 라디오스타》 - 게스트
- 2017년 TvN 《둥지탈출 시즌 2》
- 2018년 TvN 《둥지탈출 시즌 3》
- 2018년 MBC M / MBC 드라마넷 《캐스팅 콜》 - 심사위원
- 2019년 MBN 《모던패밀리》
- 2020년 동아TV 《뷰티풀라이프》 - MC
- 2021년 KBS 2TV 《불후의 명곡 - 전설을 노래하다》
- 2023년 MBC 《황금어장 라디오스타》 -게스트
- 2023년 MBC 《구해줘! 홈즈》 -게스트

### 라디오
- 2011년 SBS 러브FM 《행복한 주말 박해미입니다》
- 2015년 EBS FM 《EBS 책 읽는 라디오 낭독 시리즈》

### 광고
- 2007년 LG전자 스팀 싸이킹
- 2007년 LG카드 하이패스 플러스 카드
- 2007년 빙그레 바나나맛우유
- 2007년 교원 웰스 정수기

## 음반

### 싱글
- 2016년 《통 (通)》

### 참여
- 2012년 《그린체 로젠빈수 캠페인송》
- 2014년 《42ND SUMMERPLAY》

## 도서
- 2005년 《맘마미아, 도나의 노래》 (이가서)

## 수상
- 1986년 MBC 대학가요제 동상 (달무리 (박목월 시, 박해미 작곡))
- 2006년 MBC 방송연예대상 코미디시트콤부문 여자 우수상 (거침없이 하이킥!)
- 2007년 MBC 방송연예대상 인기상 (거침없이 하이킥!)
- 2008년 제16회 대한민국 문화연예대상 영화뮤지컬부문 대상
- 2018년 제26회 대한민국 문화연예대상 뮤지컬상

## 참고 사항
- 2011년 4월 17일 방영된 MBC 《섹션TV 연예통신》 '별별랭킹-'연예계 최강 기 센 여자스타 베스트 12' 코너에서 강한 카리스마로 인해 3위에 랭크됐다.[5]
- 한편, 하고 싶은 말은 감추지 않고 직설적으로 이야기하는 시원시원한 매력으로 1위에 오른 이경실은 MBC 《거침없이 하이킥!》에서 박해미 자리에 한때 거론됐으나 불발되었다.[6]